# Шахтинский завод синтетических моющих средств
Ша́хтинский завод синтетических моющих средств (каз. Шахтинск синтетикалық жуғыш заттар зауыты, СМС) — советское и казахстанское предприятие химической промышленности. Выпускало синтетические моющие средства. Находится в городе Шахтинске Карагандинской области. На 2016 год предприятие не функционирует и законсервировано. Во времена СССР один из трёх крупнейших производителей СМС в Казахстане (наряду с Чимкентским заводом фосфорных солей и Алматинским заводом СМС).

## История
Технический проект был подготовлен ростовским отделением института «Гипропищепром-3». Первая очередь Шахтинского завода синтетических моющих средств Госагропрома Казахской ССР — корпус по производству стирального порошка и жидких моющих средств годовой мощностью 30 тысяч и 4 тысяч тонн соответственно, была введена в 1974 году. Кроме того, были возведены административно-бытовой комплекс и сливная станция. Вводом в строй мыловаренного корпуса мощностью 9 тысяч тонн туалетного мыла в 1975 году было завершено строительство второй очереди завода, что позволило перевести на круглогодичный режим работы Тентекскую ТЭЦ города Шахтинска, обеспечивавшей завод технологическим паром. Появление завода также частично решило проблему занятости женщин в Шахтинске, что было актуальным для многих шахтёрских городов.
Во времена СССР Шахтинский завод синтетических моющих средств являлся одним из крупнейших предприятий химической промышленности Карагандинской области и одним из крупных предприятий Министерства пищевой промышленности Казахской ССР.
После распада СССР, как и многие предприятия постсоветского пространства, завод испытал проблемы перехода к рыночной экономике. В 1992 году началась модернизация предприятия, остановленная в 1993 году из-за отсутствия средств. В 1995 году Шахтинский завод синтетических моющих средств был остановлен и законсервирован. В 1997 году завод был выкуплен английской компанией «Монета Дитердженс Лтд» (англ. Moneta Detergents Ltd). Англичане вложили средства в реконструкцию и модернизацию предприятия, в результате чего производственная мощность завода выросла с 30 до 60 тысяч тонн стирального порошка в год. С 2001 года предприятие ТОО «Монета Дитердженс», со штатом 272 человека, возобновило производство, было начато производство новой марки стирального порошка «Веста».
В 2003 году предприятие взяло кредит у АО «Наурыз Банк Казахстан», через некоторое время объявленного банкротом. Завод оказался в залоге у ликвидационной комиссии банка. С 2004 года из-за нехватки оборотных средств предприятие простаивает.

## Деятельность
Мощность завода — 60 тысяч тонн стирального порошка в год, общая же потребность казахстанского рынка в синтетических моющих средствах составляет около 100 тысяч тонн. По другим данным, предприятие может покрыть более 45 % и 50 % рынка страны.
Предприятия выпускало синтетический порошок марок «Лотос», «Кристалл», «Вихрь» и «Айна», туалетное мыло трёх групп, жидкие синтетические средства марок «Альфия» и «Экстра», шампуни «Алёнушка», «Ивушка», «Лада» и «Диона», а также сырой глицерин.